# Un premier amour
Un premier amour è un cortometraggio muto del 1909 diretto da Louis Feuillade per la Société des Etablissements L. Gaumont.

## Produzione
Il film fu prodotto dalla Société des Etablissements L. Gaumont.

## Distribuzione
Distribuito dalla Société des Etablissements L. Gaumont, uscì nelle sale cinematografiche nel 1909.